# San Vito
San Vito (sardinski: Santu Ìdu) je grad i općina (comune) u pokrajini Južnoj Sardiniji u regiji Sardiniji, Italija. Nalazi se na nadmorskoj visini od 10 metara i ima 3 659 stanovnika.
 Prostire se na 231,64 km². Gustoća naseljenosti je 16 st/km².
Susjedne općine su: Burcei, Castiadas, Muravera, Villaputzu i Villasalto.